# Велика Олександрівка (судно)
Велика Олександрівка (U951) — навчально-тренувальне судно військово-морських сил України. Належить до серії радянських тральників проєкту 254. Корабель побудований у 1954 році на верфях Суднобудівного заводу «Затока» (Керч) і у тому ж році вступив у стрій під назвою Т-814. Але вже у 1956 році тральник переобладнали у корабель повітряного спостереження і змінили позначення на КВН-14. В цьому статусі він прослужив до 1978-го, коли був переобладнаний у навчально-тренувальне судно і перейменований на УТС-433. Після розпаду СРСР судно перейшло у власність України, а у 1995 році отримало назву «Велика Олександрівка». У березні 2014 року, під час конфлікту в Криму судно було захоплене російськими військами.

## Історія створення
Після закінчення Другої світової війни радянський флот мав у своєму розпорядженні тільки рейдові тральники проєкту 253-Л та застарілі морські тральники проектів 3, 53, 53-У та 58. Тому для посилення мінно-тральних сил у 1946 році розпочалося проєктування нових тральників усіх класів, при цьому основну увагу приділяли здатності виявляти та знищувати неконтактні морські міни. Одним з таких кораблів мали стати базові тральники проєкту 254. Їх розробку вело Західне проектно-конструкторське бюро, що знаходилося у місті Ленінград. Утім відразу після завершення розробки і побудови перших кораблів, стала очевидною необхідність їх вдосконалення. Для цього інженери розробили модернізований варіант тральника — проект 254-К. Він мав нові трали, радар і гідроакустичну станцію, також була збільшена потужність електрогенератора та двигунів.
Тральники проєкту 254 будувалися на двох суднобудівних заводах: Середньо-Невському (селище Понтонне) та «Затока» (місто Керч). 29 липня 1954 року на стапелях керченського підприємства був закладений Т-814, його будівництво ішло досить швидкими темпами і вже 30 жовтня корабель був спущений на воду.

## Конструкція
«Велика Олександрівка» будувалася як базовий тральник, що наклало відбиток на її конструкцію, розміри та зовнішній вигляд. Судно має напівбачну архітектуру. Основним матеріалом для виготовлення тральника слугувала кораблебудівна сталь марки Ст.4с. Маломагнітна сталь ЕІ-269 застосовувалася лише для накладних листів під компаси. Ходова рубка виконана із гомогенної сталі товщиною 8 мм.
«Велика Олександрівка» має друге дно, посилений форштевень для захисту від криги та бортові кілі, які служать пасивними стабілізаторами качки. Для підвищення живучості судна, його корпус розділений водонепроникними перегородками. Стандартна водотоннажність складає 500 т, а максимальна — 569 т. Під час будівництва особливу увагу приділяли захисту тральника від неконтактних морських мін, тому на ньому був встановлений розмагнічувальний пристрій, що складався з трьох обмоток — основної, курсової горизонтальної та курсової батоксної.
Силова установка судна складається з двох дизельних двигунів 9Д-8 сумарною потужністю 2200 к.с. Вони забезпечують «Великій Олександрівці» максимальну швидкість 14 вузлів. Економічна швидкість складає 10 вузлів, на ній судно може проплисти 3800 морських миль. Для вироблення електроенергії використовуються три дизельних генератори сумарною потужністю 175 кВт.
Спочатку тральник був озброєний двома спареними 37-мм артилерійськими установками В-11, двома спареними 12,7-мм кулеметними установками 2М-1 та контактним тралом МТ-2. Також він оснащувався гідроакустичною станцією «Тамір-11» та радаром «Лин». Утім після зміни призначення корабля, частина озброєння та пошукового обладнання були демонтовані.

## Історія експлуатації
Корабель вступив у стрій 30 грудня 1954 року і з того часу знаходився в складі Чорноморського флоту військово-морських сил СРСР. Спочатку тральник мав позначення Т-814, але 30 листопада 1956 року був переобладнаний в корабель повітряного спостереження і отримав нове позначення — КВН-14. У 1978 році призначення корабля знову змінилося, його переобладнали у навчально-тренувальне судно і 10 липня того ж року дали нову назву — УТС-433.
Після розпаду Радянського Союзу судно перейшло у власність України. 28 листопада 1995 року йому була присвоєна назва «Велика Олександрівка». З того часу місцем дислокації судна стала Південна військово-морська база на озері Донузлав. Шефство над ним узяла Великоолександрівська селищна рада Херсонської області. Місцеві фермери та підприємці активно допомагають морякам, які служать на судні, а сам корабель регулярно відвідують делегації з Великої Олександрівки. Члени екіпажу теж щорічно їздять до селища, де зустрічаються з місцевим населенням і беруть участь у різноманітних заходах, як правило ці візити відбуваються в День незалежності України. Частину екіпажу судна складають вихідці з Великоолександрівського району.
Під час вторгнення російських військ у Крим, українські кораблі на озері Донузлав, включаючи «Велику Олександрівку», були заблоковані. Судно не чинило активного спротиву агресорам, здавшись добровільно. Таким чином «Велика Олександрівка» перейшла під контроль росіян, а члени екіпажу виїхали на материкову Україну або залишилися в Криму. Згодом Україна домовилась з російською стороною про повернення захоплених кораблів. Утім в середині червня Росія в односторонньому порядку припинила процес передачі і «Велика Олександрівка» так і не була повернута Україні.